# Naukratisz-festő
A Naukratisz-festő az i. e. 6. század közepén Lakóniában alkotó görög vázafestő volt, egyike a lakóniai vázafestészet öt legjelentősebb alakjának. Pontos születési és halálozási dátuma nem ismert, és mivel nem szignálta alkotásait neve sem maradt ránk. Névadó vázája egy Naukratiszban előkerült, jelenleg Londonban őrzött csésze.
A Boreaszok-festővel együtt már ekkor teljesen az i. e. 580 körül átvett feketealakos technikával dolgoztak, mindketten i. e. 575 körül kezdték karrierjüket. 
A Naukratisz-festő tekinthető a lakóniai festőiskola legkiemelkedőbb alkotójának. Számos edényformával és díszítésmóddal kísérletezett és ő alkalmazta először a lakóniai vázafestészetre jellemző ikonográfia jelentős részét. Nagyobb méretű képeket és miniatürista stílusban kidolgozott ábrázolásokat is készített és kedvelte a bonyolult díszítőelemeket. Munkáin felismerhető a korinthoszi hatás, valószínűleg onnan vette át a feketealakos technikát. Több csészéjének külsején az alsó sávban látható állatfríz is korinthoszi eredetű, ugyanúgy mint a belsejükben lévő mitológiai alakok (Gorgó, Boreasz, szphinx). Az egyik csészéjén megjelenő, kar nélküli Zeusz-ábrázolás egy sassal nem megszokott kép, egy kezdetleges szobor alapján készülhetett.
Az is elképzelhető, hogy korinthoszi származású volt, mivel az egyetlen hozzá köthető felirat ami egy Kürénében feltárt edénytöredéken maradt meg korinthiszi írásmóddal készült. Ezt az írásmódot azonban Kürénében is használták, így nem zárható ki a művész kürénéi származása sem.
Edényeinek formája viszont nem onnan ered, és nem is egy korábban már létező lakóniai forma továbbfejlesztée. Néhány közepes talpú kísérleti darab után i. e. 570 körülre kifejlesztette a jellegzetes magas talpú csészeformát. Ekkor a legelterjedtebb attikai csészék az úgynevezett Siana-csészék a korinthoszi csészékhez hasonlóan még meglehetősen nehézkes darabok voltak. Kifejlesztésére hatással lehettek a Spártában már az i. e. 7. század második felétől használt gyümölcsöstálak (magas talpú lapos edények) amelyekek még keleti görög hatásra kezdtek gyártani. 

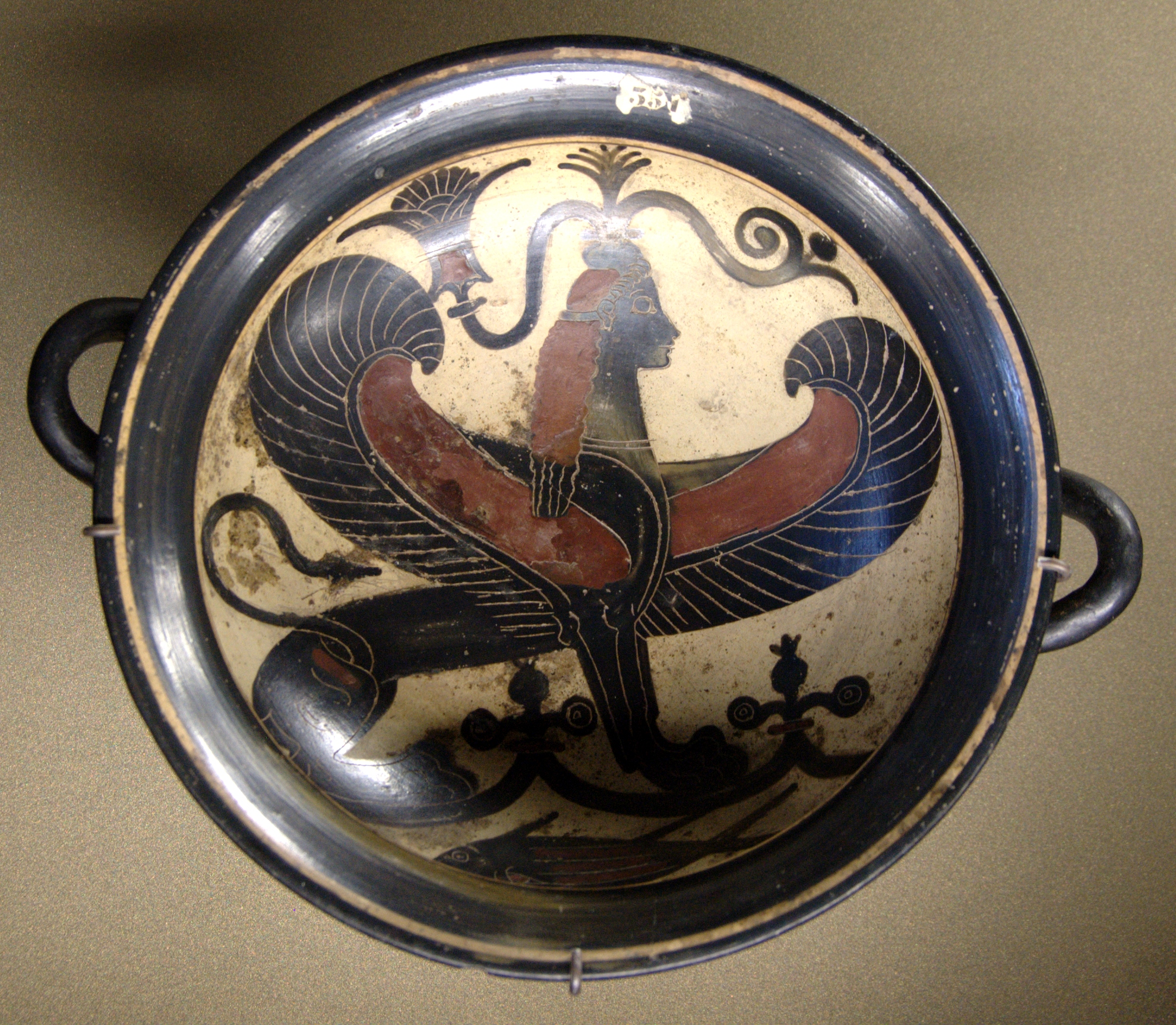
Szphinx figurával díszített csésze, i. e. 560. k.

Változatos módon díszítette csészéit. Az szegély külső része egyszínű vagy virágdíszítés látható rajta például mirtuszlevelek vagy lótuszbimbók. A szebben kidolgozott darabokon a szegély belső részét is kidíszítette legtöbbször gránátalma- vagy lótuszvirág motívumokkal. A legfontosabb díszítőelem, a nagyméretű kép a csésze belsejébe került. Az edény fogója és a mellette lévő rész egyszínű, időnként a lótuszvirág-díszítés látható rajtuk, vagy nagyon ritkán állatfigurák. A csésze alján lévő sávba kerültek a korinthoszi eredetű állatfrízek. Egyes kísérleti darabokon az edényeknek ez a része korai keleti görög mintára fekete maradt. A talprészen és a fogónál időnként megjelenő horizontális díszítőelemeket fémedények hatására alkalmazhatta, ami egy fejlett helyi fémművességre utal.
A Naukratisz-festő újítása lehetett egy másik csészetípus az úgynevezett Droop-csésze kifejlesztése is.